# Racomitrium steerei
Racomitrium steerei är en bladmossart som beskrevs av O. Griffin 1987. Racomitrium steerei ingår i släktet raggmossor, och familjen Grimmiaceae. Inga underarter finns listade i Catalogue of Life.